# Església parroquial de Sant Pere (Albalat de la Ribera)
L'església parroquial de Sant Pere és un temple catòlic situat a la plaça de la Cort, 6, en el municipi d'Albalat de la Ribera. És un Bé de Rellevància Local amb identificador nombre 46.21.008-001.

## Història
Després de la Reconquesta es va edificar en Albalat un temple segons el model de les esglésies de conquesta, això és, amb una sola nau i contraforts. Posteriorment se li va afegir un trasagrari d'estil gòtic que, segons el pare Gregorio Requeni, era amb volta, amb finestrals del més depurat estil gòtic; daurat tot a costa de don Abodón Egea, fill de la vila. Posteriorment, i conforme a l'estil de l'època al segle xvii les capelles dels Sants de la Pedra en 1637, a causa de la necessitat d'ampliació i a l'obstinació de la Real Confraria, que havia vist als seus sants convertir-se en patrons de la localitat no gaire temps enrere. Amb la pèrdua de la capella original dels Sants de la Pedra, es va perdre també el retaule original, gòtic del segle xv per la poca concordança amb la nova capella. Poc temps després, es va construir la capella de la nostra Senyora del Roser, a costa de la Confraria de la Nostra Senyora. Aquestes advocacions canviarien posteriorment a Cor de Jesús i Sant Josep.
El gener de 1691 el Consell General, després de les súpliques del llavors rector de la vila el pare Sebastián Figueres, va decidir per votació unànime la construcció d'un nou temple en la localitat dissenyat amb l'estil imperant. Poc temps després, després d'haver aconseguit l'"aprovació" dels habitants de la vila i del senyor, en aquells temps, el marquès de Bèlgida, es va procedir a l'elecció de l'arquitecte, que va acabar sent el mateix que havia dissenyat ja les capelles de la Verge del Roser i els Sants de la Pedra. Després de l'arribada al municipi de l'arquitecte, es va decidir començar la demolició del temple, si bé deixant les capelles del XVII i el campanar. Les pedres utilitzades a la fàbrica dels murs de l'antiga església van ser reutilitzades per a la construcció d'un barri que es coneixeria posteriorment per Raval de Sant Pere. Les obres dutes a terme per l'arquitecte Gaspar Díez es van iniciar en 1693, finalitzant en 1701.

## Descripció
La planta de l'edifici és de creu grega, d'una sola nau i amb capelles entre els contraforts, amb cúpula sobre el creuer, coberta exteriorment per teula romana vidriada verda, mentre que la teula que recobreix la resta de l'edifici és romana.
La façana s'estructura a partir d'un sòcol de carreus sobre el qual un mur de maó emmarca trams de maçoneria, la portada, una fornícula central amb una imatge del sant titular, sobre aquest una finestra, i sobre el conjunt una cornisa superior decorada amb boles de pedra. La citada imatge de Sant Pere és ceràmica, obra de Federico Siurana; substitueix a la desapareguda imatge original de pedra.
La portada de la façana principal aquesta emmarcada per quatre pilastres de pedra, les dues centrals excel·lents, disposades sobre pedestals encaixonats.
L'interior es distribueix mitjançant grans pilastres corínties sobre pedestals, sobre les quals discorre un empostissat amb mènsules sobre els tríglifs, mètopes i gotes, arcs de mig punt que no aconsegueixen l'empostissat i deixen un espai on s'articula un escut de talla emmarcat per fulles, i esgrafiats, sobre brancals dòrics, que es perllonguen per les capelles, cobertes amb voltes bufades, excepte les del Cor de Jesús i de Sant Josep, més antigues, que estan cobertes amb cúpules.
La volta de canó s'estructura amb arcs toral, amb llunetes que allotgen finestres, situades sobre un fris i emmarcades amb motllures i aletons, sobre les quals es disposen motllures a manera de frontons. Hi ha tres grans finestres en les testeres, profusament ornamentades amb motllures, pilastres i mènsules, i rematades per frontons partits i fulles de card i aletons. Les petxines de la cúpula allotgen uns angelots que sostenen uns marcs rodons amb motllures vegetals amb una garlanda de llorer i cintes, rematades per la corona real. En el seu interior hi ha imatges dels quatre evangelistes obra d'Alfred Claros.
L'església conserva un sòcol de taulells del segle xviii en les capelles laterals i en la de la Comunió.